# Harley-Davidson Topper

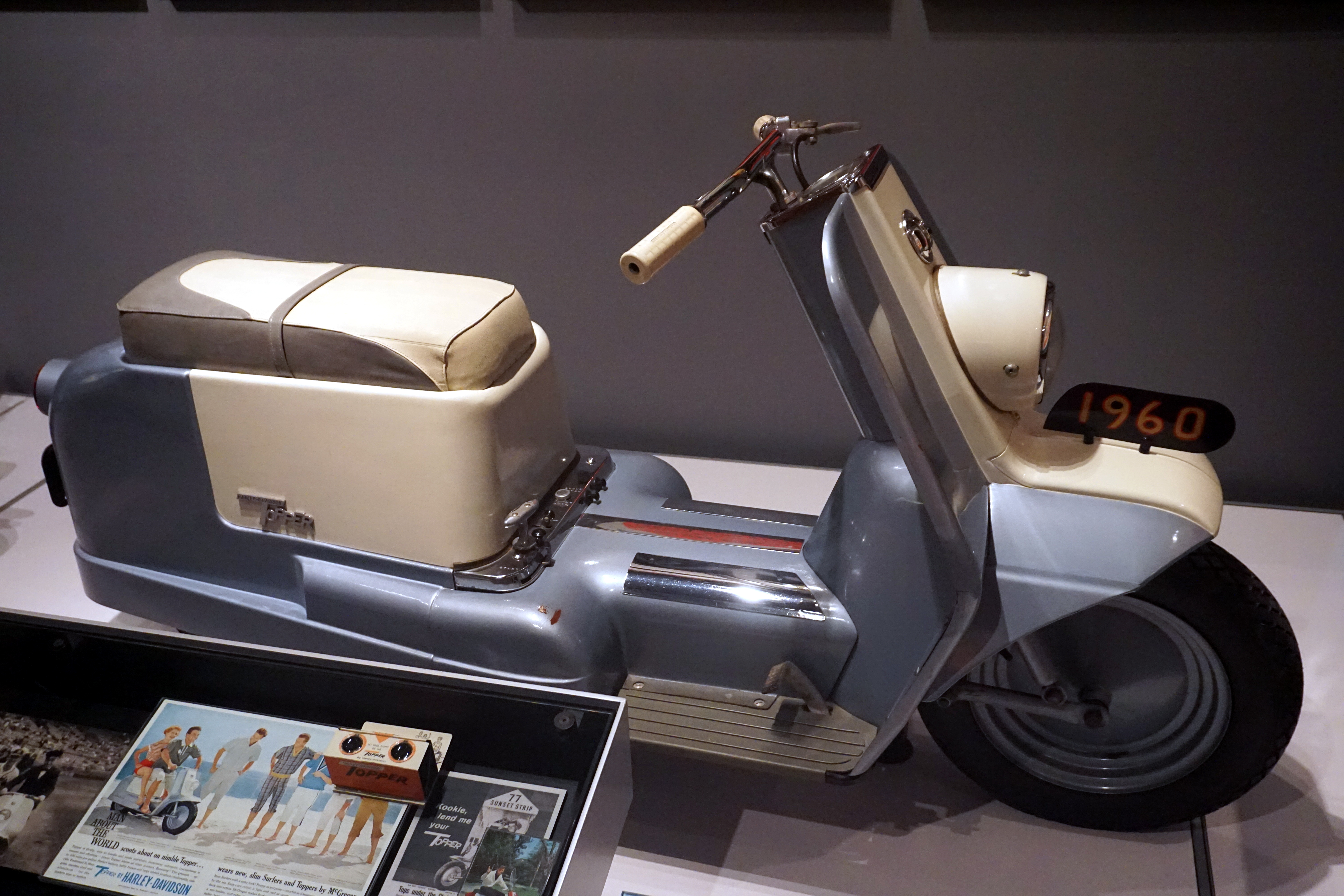
Eine Harley-Davidson Model A Topper von 1960 (mit einem horizontalen Zweitakt-Einzelmotor) in der Ausstellung The AMF Years im Harley-Davidson Museum in Milwaukee, Wisconsin

Die Topper war ein Motorroller von Harley-Davidson, der von 1960 bis 1965 gebaut wurde. Es war der einzige Motorroller in der Geschichte des Unternehmens.

## Vorgeschichte und Technik
Ab 1948 baute Harley-Davidson mit der 125 kleine Motorräder mit Einzylinder-Zweitaktmotoren auf der Basis der DKW RT 125. Der 125 cm³ kleine Motor mit Umkehrspülung und einer Leistung von 3 PS. Später folgten weitere Modellvarianten, darunter 1955 die Hummer.
Um den Ende der 1950er Jahre in Mode gekommenen italienischen Vespa- und Lambretta-Rollern auf amerikanischen Straßen eine Antwort zu bieten, entschloss sich Harley-Davidson Roller zu bauen.
Die Topper hatte den liegend eingebauten luftgekühlten Motor der Hummer mit 165 cm³ Hubraum (Bohrung 60,3 mm und Hub 57,9 mm), der in zwei Leistungsvarianten (A und AU) angeboten wurde (5 und 9 PS). Gestartet wurde mit Seilzug, die Motorleistung übertrug ein stufenloses automatisches Keilriemengetriebe und eine Kette auf das Hinterrad. Der Radstand des 4.00-12-Zoll-bereiften Rollers betrug 130,8 cm. Von dem für 430 US-Dollar käuflichen Roller, von dem es auch eine Variante mit Beiwagen gab, wurden etwa 3.000 Exemplare gefertigt.

## Sonstiges
In der US-amerikanischen Fernsehserie der 1960er-Jahre, 77 Sunset Strip, spielten Topper-Roller eine Rolle. In der Slapstick-Komödie Hot Shots! (1991) bezieht sich der Name der Hauptrolle Topper Harley (gespielt von Charlie Sheen) auf den Motorroller von Harley-Davidson.